# التحالف الفرنسي الأمريكي

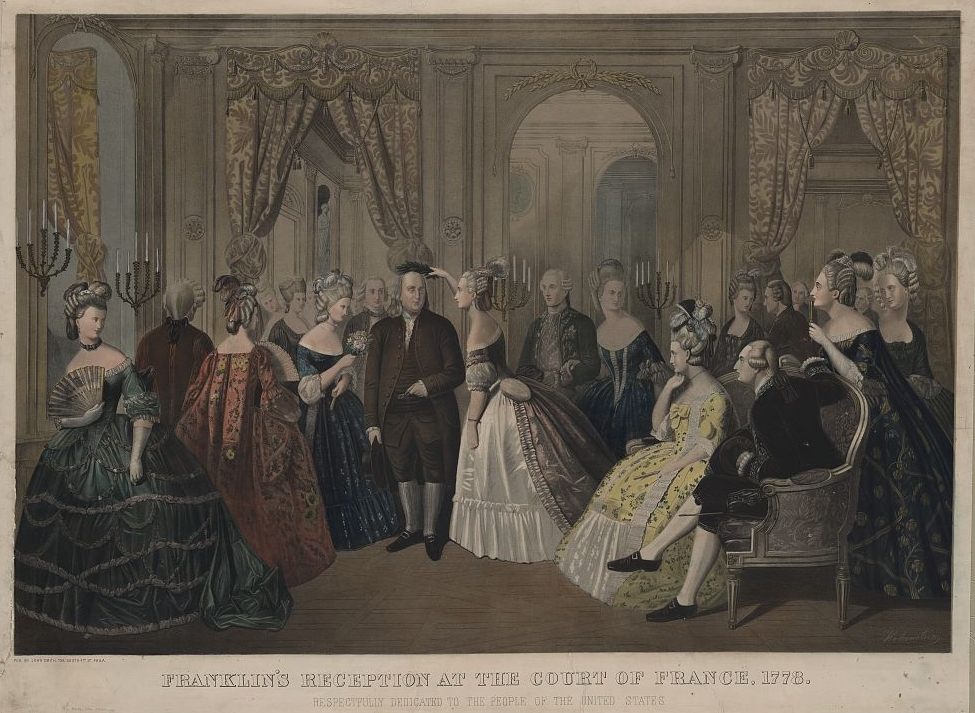
استقبال فرانكلين في محكمة فرانكي ، 1778

كان التحالف الفرنسيّ الأمريكيّ تحالفًا أُبرِم سنة 1778 بين مملكة فرنسا والولايات المتحدة خلال حرب الاستقلال الأمريكية. اتخذت معاهدة التحالف طابعًا رسميًا عام 1778، وكانت معاهدة عسكرية بحيث زودت فرنسا العتاد للأمريكيين. انضمت هولندا وإسبانيا فيما بعد كحليفين لفرنسا. لم يكن لبريطانيا حلفاء أوروبيون. كان التحالف الفرنسي ممكنًا بمجرد تمكن الأمريكيين من السيطرة على جيش الغزو البريطاني في ساراتوجا في أكتوبر 1777، ما أثبت استمرارية القضية الأمريكية. أصبح التحالف مثيرًا للجدل بعد عام 1793 عندما دخلت بريطانيا وفرنسا الثورية مرة أخرى في الحرب وأعلنت الولايات المتحدة نفسها محايدة. تدهورت العلاقات بين فرنسا والولايات المتحدة عندما أصبحت الأخيرة أقرب إلى بريطانيا في معاهدة جاي لعام 1795، ما أدى إلى شبه حرب غير معلنة. توقف التحالف بحلول عام 1794 وأُنهي رسميًا في عام 1800.

## الخلفية
شعرت فرنسا بانزعاج شديد من النجاح البريطاني في حرب السنوات السبع واعتقدت أن البريطانيين حصلوا على التفوق البحري. منذ عام 1763، بدأت فرنسا وحليفتها إسبانيا في إعادة بناء قوتهما البحرية، والاستعداد لحرب مستقبلية، وبناء تحالف لسحق وغزو بريطانيا. مع اشتداد الاضطرابات في مستعمراتها الأمريكية خلال ستينيات القرن الثامن عشر التي أدت في النهاية إلى تمرد مفتوح ضد البريطانيين في عام 1775، بدأت فرنسا في توقع انضمام المتمردين الأمريكيين إلى هذا التحالف.
في سبتمبر 1775، وصف الكونجرس القاري المساعدة الخارجية بأنها «قابلة للتحقق دون شك» وبدأ في طلب الإمدادات والمساعدة من القوى الأوروبية المعادية لبريطانيا. سعت القيادة الفرنسية إلى «إهانة إنجلترا» وبدأت تزويد المتمردين بمساعدة سرية. أيد البعض في إعلان الاستقلال الأمريكي ضرورة تأمين الدعم الأوروبي ضد بريطانيا. اقترح سيلاس دين، وهو المبعوث الأمريكي في باريس، تحالف مناهض لبريطانيا وفرنسا وغزوات فرنسية لهانوفر والبرتغال، بحيث كان كلاهما حلفاء لبريطانيا.
شجع توماس جفرسون على التحالف في الولايات المتحدة، وهو فرانكوفيلي (هي عشق وحب وتقدير الشخص لفرنسا وثقافتها وتاريخها ولغاتها وأدبها ومطبخها ومجتمعاتها وتطورها). استنادًا إلى معاهدة موديل لعام 1776، شجع جفرسون دور فرنسا كشريك اقتصادي وعسكري للولايات المتحدة لإضعاف النفوذ البريطاني.

في عام 1776، نقل لاتوش تريفيل الذخيرة من فرنسا إلى الولايات المتحدة. استُخدمت العديد من الإمدادات الفرنسية وكذلك البنادق من نوع دي فاليريل في حرب الاستقلال الأمريكية، وخاصة المدافع الميدانية الأصغر حجمًا ذات 4 أرجل نارية. شُحنت البنادق من فرنسا، وتم توفير العربات الميدانية في الولايات المتحدة. لعبت المدافع دورًا مهمًا في المعارك مثل معركة ساراتوجا ومعركة يوركتاون. كتب جورج واشنطن عن الإمدادات والأسلحة في رسالة إلى الجنرال هيث في 2 مايو 1777:
أحببت هذا الصباح رواياتك السارة التي تحتوي قصصًا عن الوافدين المتأخرين إلى بورتسموث وبوسطن. السفن الحربية الفرنسية، مع المدفعية والمخازن العسكرية الأخرى، هي الأكثر قيمة. أعتزم نقل جميع الأسلحة التي لم تطلبها الولايات الشرقية على الفور إلى سبرينغفيلد ، كمكان أكثر أمانًا من بورتسموث... سأكتب أيضًا إلى الكونغرس وأضغط على إزالة المدفعية فورًا، وغيرها من المخازن العسكرية من بورتسموث. أود منك أيضًا أن ترسل 25 صندوقًا للأسلحة وصلوا مؤخرًا من مارتينيكو إلى سبرينغفيلد.
-رسالة جورج واشنطن إلى الجنرال هيث، 2 مايو سنة 1777.
في 13 يونيو 1777، وصل غلبرت دو موتير، ماركيز دي لافاييت، إلى أمريكا وانضم إلى واشنطن في الجيش القاري برتبة لواءً. شارك في معركة برانديواين، حيث أصيب هناك، وخدم لاحقًا في معركة رود آيلاند. عاد لافاييت لاحقًا إلى فرنسا خلال الحرب للدعوة إلى مزيد من الدعم للقضية الأمريكية.